# 米科拉伊夫 (切尔尼戈夫州)
50°40′25″N 31°43′8″E / 50.67361°N 31.71889°E
米科拉伊夫（烏克蘭語：Миколаїв），是烏克蘭的村落，位於該國北部切爾尼戈夫州，由尼任區博布罗维察市镇負責管轄，始建於1587年，面積1.41平方公里，海拔高度132米，2006年人口115，人口密度每平方公里81.7人。